# Black Tie (banda)
Black Tie foi um grupo de  country rock formados pelo Jimmy Griffin, Randy Meisner e Billy Swan. Seu primeiro álbum, When the Night Falls, foi lançado em 1990 pela Bench Records, e a canção "Learning the Game" - uma versão da canção homônima de Buddy Holly - figurou na parada "Hot Country Singles & Tracks" promovida pela revista revista Billboard.